# Ledeburiet
Ledeburiet is een naar Karl Heinrich Adolf Ledebur benoemd eutecticum, namelijk een stollingsstructuur van staal met 4,3% koolstof, die bestaat uit fijne korrels van twee verschillende fasen, hier (b in de tabel) zijn dat fijne kristalletjes austeniet en cementiet. Het eigenaardige is, dat ledeburiet dus stolt bij een welbepaalde temperatuur (1140 °C), alsof het een zuivere stof zou zijn in plaats van een mengsel.